# Palsāna
Palsāna är en ort i Indien.   Den ligger i distriktet Sūrat och delstaten Gujarat, i den västra delen av landet, 900 km söder om huvudstaden New Delhi. Palsāna ligger 23 meter över havet och antalet invånare är 11 693.
Terrängen runt Palsāna är mycket platt. Runt Palsāna är det tätbefolkat, med 613 invånare per kvadratkilometer. Närmaste större samhälle är Bārdoli, 13,7 km öster om Palsāna. Trakten runt Palsāna består till största delen av jordbruksmark.